# Austrotepuibasis
Austrotepuibasis is een geslacht van libellen (Odonata) uit de familie van de waterjuffers (Coenagrionidae).

## Soorten
Austrotepuibasis omvat 3 soorten:
- Austrotepuibasis manolisi Machado & Lencioni, 2011
- Austrotepuibasis alvarengai Machado & Lencioni, 2011
- Austrotepuibasis demarmelsi Machado & Lencioni, 2011